# Guerra húngaro-rumana
La guerra húngaro-rumana fue un conflicto militar entre el Reino de Rumania y la República Soviética Húngara que estalló el 15 de abril de 1919 y finalizó a principios de agosto de ese mismo año. El detonante fue la anexión de Transilvania por Rumanía el 1 de diciembre de 1918 y la "Proclamación de la unificación" que fue llevada a cabo en Alba Iulia, adoptada por los transilvanos rumanos, que se apoyaron en la delegación de los transilvanos sajones pero no en los székely (magiares) y alemanes del Banato.
En abril de 1919 a Hungría llegaron los bolcheviques, con la promesa de recuperar las tierras perdidas, y proclamaron la República Soviética Húngara. El ejército del nuevo gobierno comenzó rápidamente acciones para la devolución de Transilvania, pero Rumania pasó a ocupar una gran parte del territorio de Hungría, incluyendo la capital Budapest. La República Soviética Húngara colapsó y el nuevo gobierno húngaro comenzó la época del Terror Blanco en el país. El ejército rumano se retiró de Hungría en marzo de 1920.

## Contexto histórico

### Hungría

#### Revolución de los Crisantemos, república liberal y auto-desarme de Hungría
En 1918, la monarquía austrohúngara se derrumbó políticamente y se desintegró como resultado de una derrota en el frente italiano. Durante la guerra, el conde Mihály Károlyi encabezó una fracción pacifista pequeña pero muy activa en el parlamento húngaro. Incluso organizó contactos secretos con diplomáticos británicos y franceses en Suiza. El 31 de octubre de 1918, la Revolución de los Crisantemos en Budapest llevó al aristócrata liberal húngaro Mihály Károlyi, partidario de la Entente (naciones aliadas), al poder. El enorme ejército real de la República de Hungría todavía tenía más de 1,4 millones de soldados cuando Mihály Károlyi fue proclamado primer ministro de Hungría. Después de la Primera Guerra Mundial, Károlyi cedió a la exigencia pacifista del estadounidense Woodrow Wilson ordenando el desarme del ejército húngaro. Esto sucedió bajo la dirección de Béla Linder, ministro de Guerra en el Gobierno de Károlyi. Debido al pleno desarme de su ejército, Hungría permaneció sin defensa nacional en un momento de especial vulnerabilidad.
Después de esto, los acontecimientos militares y políticos se aceleraron: el 5 de noviembre de 1918, el ejército serbio, con la ayuda del francés, cruzó las fronteras del sur; el 8 de noviembre, el checoslovaco cruzó las septentrionales y el 2 de diciembre el hizo la propio con las del este.
El 13 de noviembre de 1918, Károlyi firmó un armisticio con las naciones aliadas en Belgrado. Limitó el tamaño del ejército húngaro a seis divisiones de infantería y dos de caballería. Se hicieron líneas de demarcación definiendo el territorio que debía permanecer bajo control húngaro. La división territorial se aplicaría hasta que pudieran establecerse las fronteras definitivas. Según lo dispuesto en el armisticio, las tropas serbias y francesas avanzaron desde el sur y ocuparon el Banato y Croacia. Checoslovaquia tomó el control de la Alta Hungría y la Rutenia subcarpática. Se permitió a las fuerzas rumanas avanzar hasta el río Mureș. Sin embargo, el 14 de noviembre de 1918, Serbia ocupó Pécs.

#### Intervenciones, caída del régimen liberal y golpe de Estado comunista
El gobierno de Károlyi no logró resolver los problemas domésticos y militares y perdió el apoyo popular. El 20 de marzo de 1919, Béla Kun, que había sido encarcelado en la prisión de la calle Markó, fue puesto en libertad. El 21 de marzo de 1919 dirigió un exitoso golpe de Estado comunista. Károlyi fue depuesto y arrestado. Kun formó un gobierno de coalición socialdemócrata y comunista y proclamó la República Soviética de Hungría. Días después, los comunistas eliminaron a los socialdemócratas del gobierno. La república soviética húngara era un pequeño estado comunista. Cuando se estableció la República de Consejos en Hungría, solo controlaba aproximadamente el 23% del territorio de los territorios de la Hungría austrohúngara.
Los comunistas permanecieron amargamente impopulares en el campo húngaro, donde la autoridad gubernamental a menudo era inexistente. El partido comunista y las políticas comunistas solo tenían un verdadero apoyo popular entre las masas proletarias de los grandes centros industriales, especialmente en Budapest, donde la clase obrera representaba una alta proporción de los habitantes. El gobierno comunista siguió la solución soviética: el partido estableció sus grupos terroristas (como los célebres «niños de Lenin») para "superar los obstáculos" en el campo húngaro. Esto se denominó luego «terror rojo».
El nuevo gobierno prometió igualdad y justicia social. Propuso que Hungría se transformase en federación. La propuesta fue diseñada para apelar a la opinión nacional y extranjera. Las prioridades nacionales fueron el mantenimiento de la integridad territorial y la unidad económica de las antiguas tierras de la Corona y la protección de las fronteras. El gobierno tenía apoyo popular y militar. La mayoría de los oficiales del ejército húngaro provenían de regiones que habían sido ocupadas por la fuerza al final de la Primera Guerra Mundial. Esto aumentó su estado de ánimo patriótico. Hungría como federación satisfaría al presidente Wilson y su doctrina de autodeterminación de los pueblos en una nación multiétnica como la húngara. Además, las instituciones autónomas de los pueblos no magiares de Hungría disminuirían el dominio del pueblo magiar.

### Rumania
En 1916, Rumanía entró en la Primera Guerra Mundial del lado de los aliados. Al hacerlo, el objetivo de Rumania era unir todos los territorios con una mayoría nacional rumana en un solo estado. En el Tratado de Bucarest (1916), se estipularon los términos para la adquisición de territorios por parte de Rumania dentro de Austria-Hungría.
En 1918, después de la Revolución de octubre, los bolcheviques firmaron una paz separada con las Potencias Centrales en el Tratado de Brest-Litovsk. Rumania estaba sola en el frente oriental, una situación que superaba con creces sus capacidades militares. Por lo tanto, el 7 de mayo de 1918, Rumania demandó la paz. El primer ministro de Rumania, Alexandru Marghiloman, firmó el Tratado de Bucarest (1918) con los Poderes Centrales. Sin embargo, este tratado nunca fue firmado por el rey Fernando de Rumania.
A finales de 1918, la situación de Rumania era grave y sufría las consecuencias de las reparaciones de guerra punitivas. Dobruja estaba bajo ocupación búlgara. El ejército alemán bajo el mando del mariscal de campo August von Mackensen se retiraba a través de Rumania. El grueso del ejército rumano fue desmovilizado, dejando solo cuatro divisiones de fuerza completa. Otras ocho divisiones quedaron en estado de reserva. Las cuatro divisiones listas para la batalla se utilizaron para mantener el orden y proteger a Besarabia de posibles acciones hostiles de la Unión Soviética.
El 10 de noviembre de 1918, aprovechando la precaria situación de los Poderes Centrales, Rumania volvió a entrar en la guerra al lado de las fuerzas aliadas, con objetivos similares a los de 1916. El rey Fernando pidió la movilización del ejército rumano y lo ordenó para atacar cruzando las montañas de los Cárpatos en Transilvania. El final de la Primera Guerra Mundial que pronto siguió no puso fin a la lucha por el ejército rumano. Su acción continuó en 1918 y 1919 en la guerra húngaro-rumana.

## Preparación del conflicto

### Noviembre de 1918-marzo de 1919
Tras el Tratado de Bucarest (1918), la mayor parte del ejército rumano fue desmovilizado. Solo las divisiones de infantería 9.ª y 10.ª y la 1.ª y 2.ª de caballería estaban en plena fuerza. Sin embargo, esas unidades estaban comprometidas en la protección de Besarabia contra los rusos soviéticos bolcheviques. Las 1.ª, 7.ª y 8.ª divisiones Vânători, estacionadas en Moldavia, fueron las primeras unidades en movilizarse. La 8.ª División fue enviada a Bukovina y las otras dos, a Transilvania. El 13 de noviembre de 1918, la 7.ª División penetró en Transilvania por el río Prisăcani, en los Cárpatos orientales. La 1.ª División luego entró en Transilvania por Palanca, en Bacău.
El 1 de diciembre de 1918, los representantes electos rumanos de Transilvania proclamaron la unión de la región con Rumania. Más tarde, los sajones de Transilvania y los suabos del Banato también apoyaron la unión. En diciembre de 1918, las unidades rumanas llegaron a la línea del río Maros (Mureş). Esta fue una línea de demarcación acordada por los representantes de las potencias aliadas y Hungría en el Armisticio de Belgrado. Al mismo tiempo, las unidades del ejército alemán, bajo el mando del mariscal August von Mackensen, se retiraron al oeste.

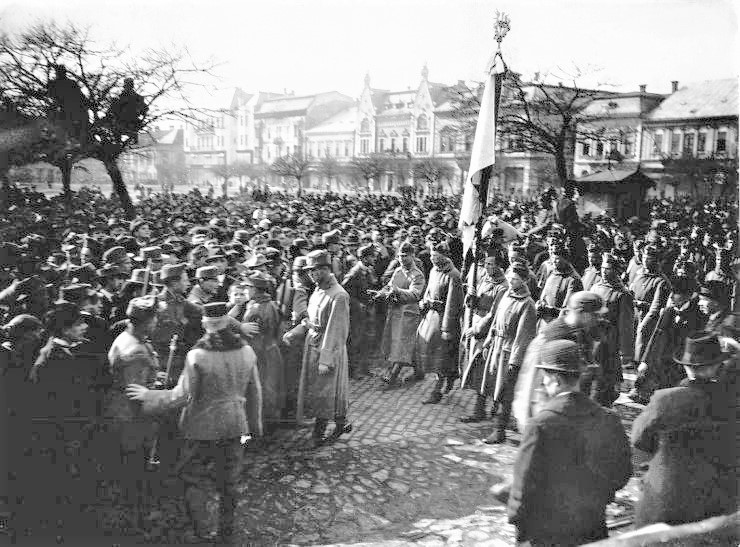
La División Székely en Szatmátnémeti (Satu Mare) el 2 de marzo de 1919.

A raíz de una solicitud de Rumania, el mando aliado que presidía el general francés Louis Franchet d'Espèrey permitió al ejército rumano avanzar hasta los Cárpatos occidentales. La 7.ª División Vânători avanzó en dirección a Kolozsvár (Cluj-Napoca). La 1.ª División lo hizo hacia Gyulafehérvár (Alba-Iulia). El 24 de diciembre de 1918, unidades del ejército rumano entraron en Kolozsvár. Para el 22 de enero de 1919, el ejército rumano controlaba todo el territorio hasta el río Maros (Mureş). Las divisiones 7.ª y 1.ª se dispersaron, por lo que la 2.ª División se envió a Nagyszeben (Sibiu) y la 6.ª División a Brassó (Braşov). Dos nuevas divisiones de infantería, la 16.ª y la 18.ª, se formaron con reclutas rumanos del ejército austrohúngaro. Se estableció un mando unificado del ejército rumano en Transilvania. Su sede se encontraba en Nagyszeben y lo encabezaba el general Traian Moşoiu. Aunque Rumania controlaba nuevos territorios, no abarcaba a toda la población étnica rumana en la región.
El 28 de febrero de 1919, en la Conferencia de Paz de París, el consejo de las naciones aliadas notificó a Hungría el trazado de una nueva línea de demarcación hasta la que avanzaría el ejército rumano. Esta línea coincidió con los ferrocarriles que conectan Szatmátnémeti (Satu Mare), Nagyvárad (Oradea) y Arad. Sin embargo, el ejército rumano no debía entrar en estas ciudades. Se crearía una zona desmilitarizada, que se extendería cinco kilómetros al oeste de la nueva línea de demarcación. La zona desmilitarizada representó la extensión de las solicitudes territoriales rumanas en Hungría. La retirada del ejército húngaro detrás de la frontera occidental de la zona desmilitarizada comenzaría el 22 de marzo de 1919.
El 19 de marzo de 1919, Hungría recibió la notificación de la nueva línea de demarcación y zona desmilitarizada del teniente coronel francés Fernand Vix (la «nota Vix»). El gobierno de Mihály Károlyi no aceptó los términos y esto fue un detonante para el golpe de Estado de Béla Kun, quien formó la República Soviética de Hungría. Por entonces las tropas rumanas y húngaras disputaron varias escaramuzas. Algunos elementos húngaros hostigaron a la población rumana fuera del área controlada por el ejército rumano.

### Abril de 1919
Después del 21 de marzo de 1919, Rumania se encontró entre dos naciones con gobiernos comunistas: Hungría al oeste y la República Socialista Federativa Soviética de Rusia (Unión Soviética) al este. La delegación rumana en la Conferencia de Paz de París pidió que se le permita al ejército rumano expulsar al gobierno comunista de Kun en Hungría.

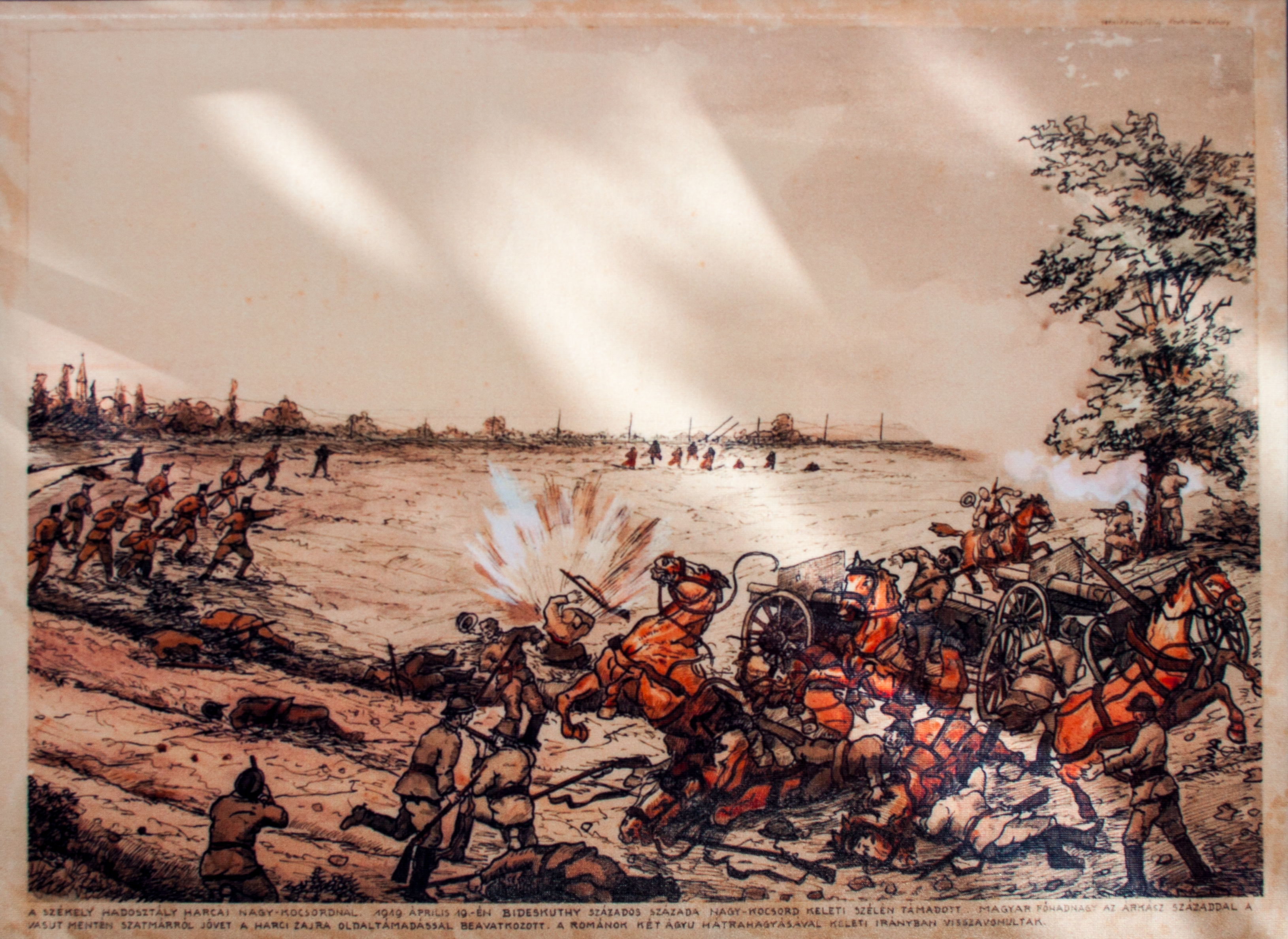
Dibujo de Károly Kratochvil sobre la batalla de la División Székely en Kocsord.

El consejo aliado era consciente del peligro comunista para Rumania. Sin embargo, hubo un clima de disensión en el consejo entre el estadounidense Woodrow Wilson, el británico David Lloyd George y el francés Georges Clemenceau sobre las garantías exigidas por Francia en sus fronteras con Alemania. En particular, la delegación estadounidense estaba convencida de que los franceses de línea dura, alrededor del mariscal Ferdinand Foch, intentaban iniciar un nuevo conflicto con Alemania y la Unión Soviética.
El consejo aliado trató de calmar la situación entre Rumania y Hungría. El 4 de abril de 1919, el general sudafricano Jan Smuts fue enviado a Hungría. Él sostuvo la proposición de que el gobierno comunista húngaro bajo Kun cumpliera con las condiciones previamente presentadas a Károlyi en la nota Vix. La misión de Smuts también representó el reconocimiento oficial del gobierno comunista Kun por el consejo aliado. Puede haber preguntado si Kun actuaría como un conducto para la comunicación entre el Consejo Aliado y los rusos soviéticos bolcheviques. A cambio del acuerdo de Hungría con las condiciones establecidas en la nota Vix, las potencias aliadas prometieron levantar el bloqueo de Hungría y adoptar una actitud benevolente hacia la pérdida de territorio de Hungría hacia Rumania, Checoslovaquia y Yugoslavia. Kun rechazó los términos, exigiendo que las fuerzas rumanas regresen a la línea del río Maros (Mureş). Las negociaciones de Smuts cesaron.
Kun se detuvo por el tiempo para construir una fuerza capaz de luchar contra Rumania y Checoslovaquia. Hungría tenía 20 000 soldados frente al ejército rumano y movilizó a 60 000 más. Había centros de reclutamiento en ciudades como Nagyvárad (Oradea), Gyula (rumano: Giula), Debrecen (rumano: Debrețin) y Szolnok (rumano: Solnoca). Había algunas unidades de élite y oficiales del antiguo ejército austrohúngaro, pero también había voluntarios con poca capacitación. Las tropas húngaras estaban equipadas con 137 cañones y cinco trenes blindados. Estaban motivados por sentimientos nacionalistas en lugar de ideales comunistas. Kun esperaba que la Unión Soviética atacara a Rumania desde el este.
Cuando Kun rechazó los términos de la nota Vix, Rumania actuó para hacer cumplir la nueva línea de demarcación ferroviaria.: p. 550.  El ejército rumano en Transilvania incluyó 64 batallones de infantería, 28 escuadrones de caballería, 160 cañones, 32 obuses, un tren blindado, dos escuadrones aéreos y dos batallones pioneros, uno al norte y otro al sur. El general George Mărdărescu comandó el ejército rumano en Transilvania. El comandante del batallón del norte era el general Moşoiu.
Rumania planeó tomar una acción ofensiva el 16 de abril de 1919. El batallón del norte debía tomar Nagykároly (Carei) y Nagyvárad (Oradea). Esto separaría la división de élite húngara Székely del resto del ejército húngaro. El batallón del norte entonces flanquearía al ejército húngaro. Simultáneamente, el batallón del sur avanzaría a Máriaradna (Radna) y Belényes (Beiuş).

### Conflicto checoslovaco y desmoralización húngara
A finales de mayo, después de que el representante militar de la Entente exigiera más concesiones territoriales de Hungría, Kun intentó "cumplir" su promesa de adherirse a las fronteras históricas de Hungría. Los hombres del Ejército Rojo Húngaro fueron reclutados principalmente entre los voluntarios del proletariado de Budapest.
En junio, el Ejército Rojo de Hungría invadió la parte oriental del nuevo estado checoslovaco, la Alta Hungría. El Ejército Rojo Húngaro logró cierto éxito militar desde el principio: bajo la dirección del Coronel Aurél Stromfeld, expulsó a las tropas checas del norte y planeó marchar contra el ejército rumano en el este. A pesar de las promesas para la restauración de las antiguas fronteras de Hungría, los comunistas declararon el establecimiento de la República Soviética Eslovaca en Prešov (Eperjes) el 16 de junio de 1919. Después de la proclamación de la República Soviética Eslovaca, los nacionalistas y patriotas húngaros pronto se dieron cuenta de que el nuevo gobierno comunista no tenía intenciones de recuperar los territorios perdidos, sino de difundir la ideología comunista y establecer otros estados comunistas en Europa, sacrificando así los intereses nacionales húngaros. Los patriotas húngaros en el Ejército Rojo vieron esto como una traición, y su apoyo al gobierno comenzó a erosionarse (los comunistas y su gobierno apoyaron el establecimiento del estado comunista eslovaco, mientras que los patriotas húngaros querían mantener los territorios reocupados para Hungría).
A pesar de una serie de victorias militares contra el ejército checoslovaco, el Ejército Rojo de Hungría comenzó a desintegrarse debido a la tensión entre los nacionalistas y los comunistas durante el establecimiento de la República Eslovaca soviética. La concesión erosionó el apoyo del gobierno comunista entre oficiales militares profesionales y nacionalistas en el Ejército Rojo Húngaro; incluso el jefe del estado mayor general Aurél Stromfeld, renunció a su puesto en señal de protesta. Cuando los franceses prometieron al gobierno húngaro que las fuerzas rumanas se retirarían del Tiszántúl, Kun retiró a sus unidades militares restantes que habían permanecido leales después del fiasco político en la Alta Hungría. Kun intentó sin éxito convertir a las unidades restantes del desmoralizado Ejército Rojo Húngaro en los rumanos.

## Desarrollo del conflicto

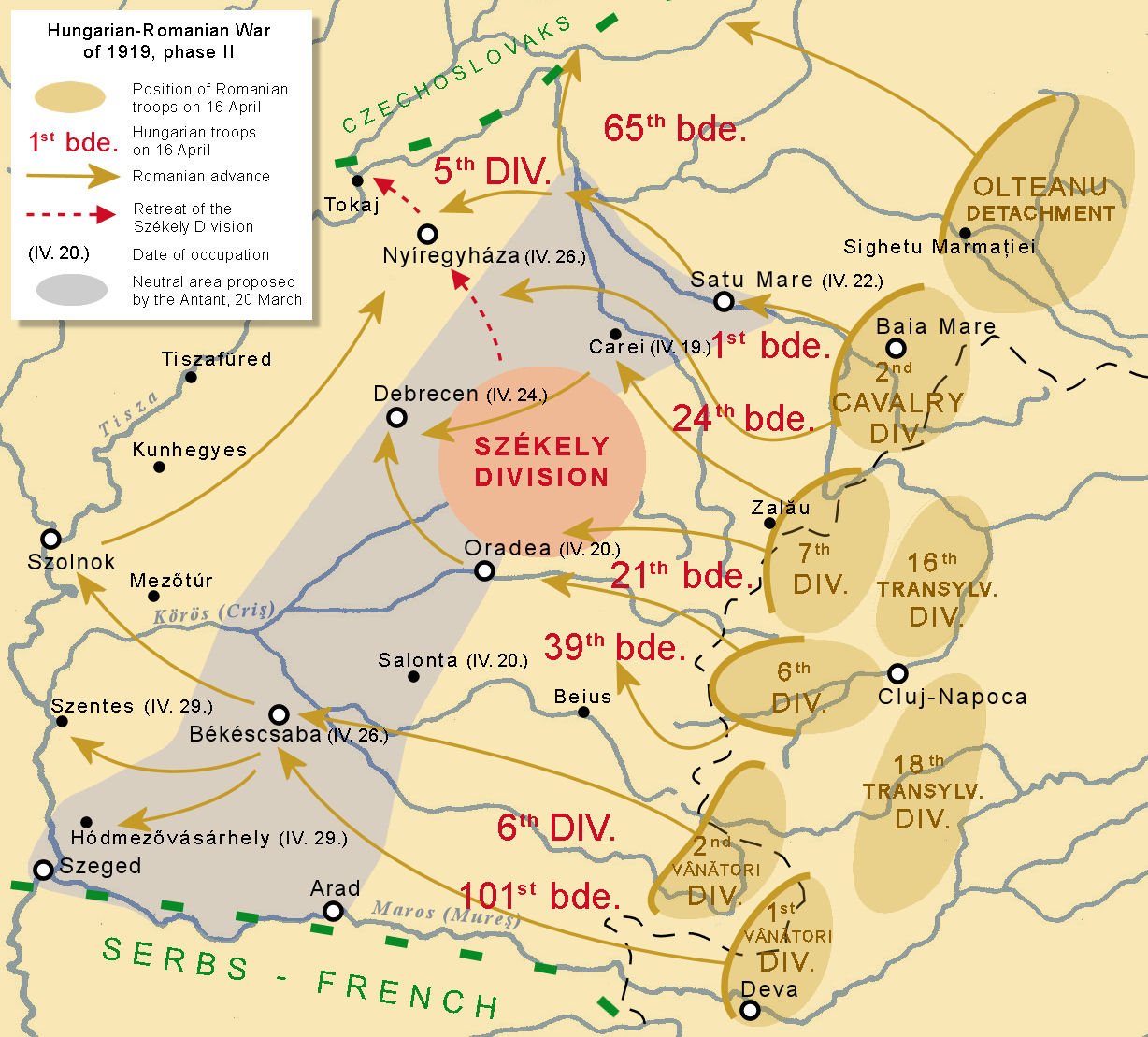
Operaciones del ejército rumano en abril de 1919. La zona desmilitarizada propuesta por el consejo aliado el 28 de febrero de 1919 se muestra en gris.

Cuando Kun se dio cuenta de los preparativos rumanos para una ofensiva, fortificó los pasos de montaña en el territorio controlado por el ejército húngaro. Luego, en la noche del 15 al 16 de abril, los húngaros lanzaron un ataque preventivo. Las líneas rumanas se sostuvieron.
El 16 de abril el ejército rumano comenzó su ofensiva. Después de intensos combates, los rumanos tomaron los pasos de montaña. En el frente de la 2.ª División Vânători, un batallón de cadetes húngaros ofreció una fuerte resistencia. Sin embargo, fueron derrotados por el 9.º Regimiento. El 18 de abril se completaron los primeros elementos de la ofensiva rumana y se rompió el frente húngaro.
El 19 de abril las fuerzas rumanas tomaron Nagykároly (Carei) y el 20 de abril tomaron Nagyvárad (Oradea) y Nagyszalonta (Salonta). En lugar de seguir las instrucciones de la nota Vix, el ejército rumano siguió avanzando por el río Tisza, un obstáculo militar natural fácilmente defendible.

### El ejército rumano llega al río Tisza

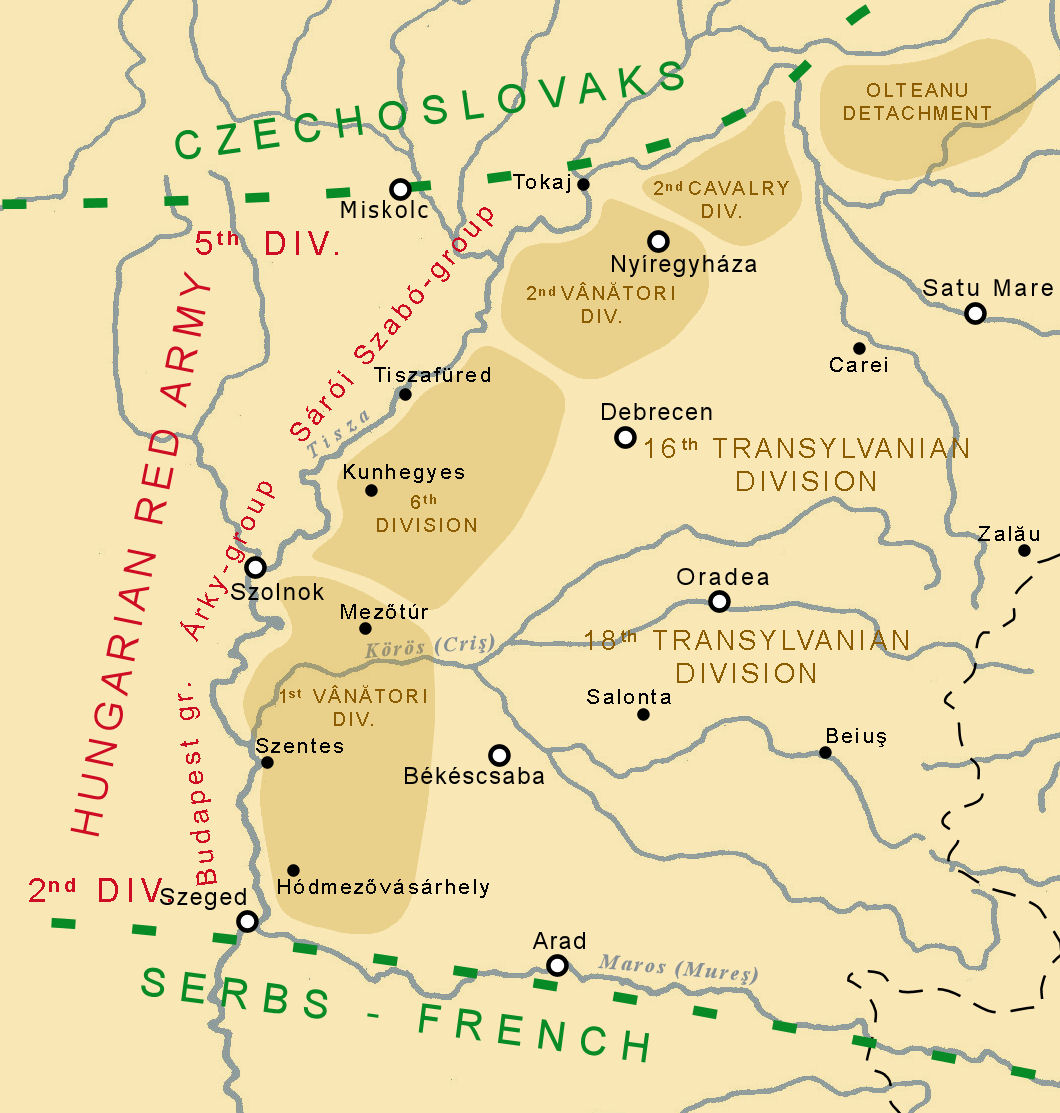
El frente entre los ejércitos húngaro y rumano el 3 de mayo de 1919.

El 23 de abril Debrecen fue ocupada por fuerzas rumanas. El ejército rumano comenzó entonces los preparativos para un asalto a Békéscsaba. El 25-26 de abril, después de algunos combates pesados, Békéscsaba cayó ante las fuerzas rumanas. Los húngaros se retiraron a Szolnok y desde allí cruzaron el río Tisza. Establecieron dos líneas de defensa concéntricas que se extendían desde el río Tisza alrededor de Szolnok. Entre el 29 de abril y el 1 de mayo, el ejército rumano rompió estas líneas. En la tarde del 1 de mayo, toda la orilla este del río Tisza estaba bajo el control del ejército rumano.
El 30 de abril, el ministro de Asuntos Exteriores francés, Stéphen Pichon, convocó a Ion I.C. Brătianu, el representante rumano en la Conferencia de Paz de París. Se pidió a Rumania que cesara su avance en el río Tisza y se retirara a la primera línea de demarcación impuesta por el consejo aliado. Brătianu prometió que las tropas rumanas no cruzarían el río Tisza.
El 2 de mayo, Hungría demandó por la paz. La solicitud de paz de Kun fue entregada por su representante, el teniente coronel Henrik Werth. Kun estaba preparado para reconocer todas las demandas territoriales de Rumania; solicitó el cese de las hostilidades; y pidió el control continuo de los asuntos internos húngaros.
Rumania ofreció un armisticio, pero esto solo se dio bajo presión del consejo aliado. El general Moşoiu se convirtió en el gobernador del distrito militar entre la frontera rumana y el río Tisza. El general Mihăescu se convirtió en comandante del batallón del norte. La 7.ª División se trasladó al frente ruso en Moldavia.

### Ataque húngaro a Checoslovaquia

Operaciones militares en el Reino de Hungría, de mayo a agosto de 1919.
Territorio ocupado por Rumania en abril de 1919.
Territorio controlado por la República Soviética Húngara.
Territorio recuperado por la República Soviética Húngara
Territorio bajo control francés y yugoslavo.
Fronteras húngaras anteriores a la Primera Guerra Mundial en 1918
Fronteras húngaras en 1920 después de la Primera Guerra Mundial

Con el cese de las hostilidades, Kun trabajó para mejorar su posición internacional maltratada. Argumentó que la concesión de territorio donde los húngaros eran una mayoría étnica en Checoslovaquia era injusta. También buscó el apoyo de los rusos soviéticos bolcheviques.
Kun ordenó la preparación de una ofensiva contra Checoslovaquia, que aumentaría su apoyo interno al cumplir su promesa de restaurar las fronteras de Hungría. El ejército húngaro reclutó hombres entre 19 y 25 años de edad. Trabajadores industriales de Budapest se ofrecieron como voluntarios. Muchos ex oficiales austrohúngaros se volvieron a alistar por razones patrióticas. El ejército húngaro trasladó sus divisiones de artillería 1.ª y 5.ª (40 batallones) a la Alta Hungría (parcialmente en la actualidad Eslovaquia). El 20 de mayo de 1919, una fuerza bajo el mando del coronel Aurél Stromfeld atacó y expulsó a las tropas checas de Miskolc.
El ejército rumano atacó el flanco húngaro con tropas de la 16.ª División de Infantería y la 2.ª División Vânători, con el objetivo de mantener el contacto con el ejército checo. Las tropas húngaras prevalecieron y el ejército rumano se retiró a su cabeza de puente en Tokaj. Allí, entre el 25 y el 30 de mayo, se requirió que las fuerzas rumanas defendieran su posición contra los ataques húngaros. El 3 de junio, Rumania se vio obligada a retirarse aún más, pero extendió su línea de defensa a lo largo del río Tisza y reforzó su posición con la 8.ª División, que había estado avanzando desde Bukovina desde el 22 de mayo.
Hungría entonces controlaba el territorio hasta sus antiguas fronteras; recuperó el control de las áreas industriales alrededor de Miskolc, Salgótarján y Selmecbánya; y ganó influencia en el gobierno de la República Soviética Eslovaca.

### Incursiones de la Rusia soviética bolchevique
El 9 de abril de 1918, Besarabia se unió a Rumania. El acto de unificación que trajo estas tierras dentro del estado rumano moderno no fue reconocido por la Rusia soviética bolchevique, pero estuvo ocupado luchando contra el movimiento blanco, Polonia y Ucrania y no hubo recursos disponibles para desafiar a Rumania. Los rusos soviéticos bolcheviques podrían haber usado al líder paramilitar ucraniano Nikifor Grigoriev para desafiar a Rumania, pero las circunstancias de este plan no fueron favorables.
Antes del gobierno comunista en Hungría, la Rusia soviética bolchevique había comprometido a la República Soviética de Odesa a invadir Rumania. Odesa realizó ataques esporádicos en el río Dniéster para recuperar el territorio de la gobernación de Besarabia. La República Socialista Soviética Autónoma de Moldavia también fue utilizada de esta manera. Rumania rechazó con éxito estas incursiones. Después del comienzo del gobierno comunista en Hungría, la Rusia soviética bolchevique presionó a Rumania con ultimátums y amenazas de guerra. Aunque una división del ejército rumano y algunas otras unidades recién formadas fueron trasladadas del frente húngaro a Besarabia, estas amenazas no disuadieron las acciones de Rumania en Hungría.
El 9 de febrero de 1918, los Poderes Centrales y Ucrania firmaron el Tratado de Brest-Litovsk (Ucrania-Poderes Centrales), que reconoció a Ucrania como un estado neutral e independiente. Las incursiones en territorio rumano cesaron. Entre enero y mayo de 1919, los rusos soviéticos bolcheviques contra otras acciones limitadas contra Rumania. A finales de enero, el ejército ucraniano bajo el mando ruso soviético bolchevique avanzó hacia Zbruch. Las fuerzas ucranianas tomaron Khotyn, una ciudad que había sido ocupada por Rumania desde el 10 de noviembre de 1918. Las fuerzas ucranianas detuvieron a Khotyn durante unos días antes de ser derrotados por el ejército rumano. En ese momento, la Rusia soviética bolchevique estaba defendiendo los ataques de las Fuerzas Armadas del sur de Rusia liderados por Anton Denikin. Tres divisiones del ejército francés y dos griegas del general d'Anselme (Francia), con el apoyo de voluntarios polacos, ucranianos y rusos, atacaron la Rusia soviética bolchevique cerca de Odesa. El 21 de marzo de 1919, en apoyo del ataque aliado, las tropas rumanas del 39.º Regimiento ocuparon Tiraspol.
En abril, en Berzov, el 3.er Ejército Bolchevique ruso soviético derrotó a las fuerzas de d'Anselme, que se retiraron hacia Odesa. A finales de abril, un cambio de gobierno en Francia llevó a la retirada de las fuerzas aliadas de Odesa. Las tropas partieron en barco, abandonando algunos equipos pesados. Algunas tropas, con voluntarios ucranianos y rusos, se retiraron a través del sur de Besarabia. Al mismo tiempo, el ejército rumano fortaleció sus posiciones en Besarabia.
El 1 de mayo, el ministro de Asuntos Exteriores soviético bolchevique Georgy Chicherin emitió un ultimátum al gobierno rumano. Rumania recibió la orden de abandonar Besarabia. Bajo el mando de Vladimir Antonov-Ovseyenko, las tropas rusas soviéticas bolcheviques se reunieron a lo largo del río Dniéster en preparación para un gran ataque a Besarabia el 10 de mayo. Los ataques de los rusos soviéticos bolcheviques en Besarabia se intensificaron, alcanzando su punto máximo los días 27 y 28 de mayo con una acción en Tighina. En preparación para este ataque, los rusos soviéticos bolcheviques lanzaron manifiestos desde un avión, invitando a las tropas aliadas a fraternizar con ellos. Sesenta soldados franceses cruzaron el río Dniéster para apoyar a los rusos. Las fuerzas rusas soviéticas bolcheviques entraron en Tighina y mantuvieron la ciudad durante varias horas.
Las divisiones 4.ª y 5.ª de infantería del ejército rumano se trasladaron a Besarabia. En el sur de Besarabia se estableció una unidad de comando territorial formada por la 15.ª División de Infantería del ejército rumano. A finales de junio, las tensiones en la zona habían disminuido.

### Julio–agosto de 1919
El consejo aliado estaba profundamente disgustado por el avance rumano al río Tisza. Algunos culparon a Rumania por la pérdida de Hungría al gobierno comunista. El consejo aliado pidió a Rumanía que se retirara a la primera línea de demarcación ferroviaria y comenzara las negociaciones con el gobierno de Kun. Rumanía persistió en la línea Tisza.
El consejo aliado presionó a Hungría para detener sus incursiones en Checoslovaquia, amenazando con una acción coordinada contra Hungría por parte de las fuerzas francesas, serbias y rumanas del sur y el este. Sin embargo, el consejo aliado también prometió favores a Hungría en las negociaciones de paz posteriores para delinear las nuevas fronteras de Hungría. El 12 de junio, el consejo aliado discutió las nuevas fronteras propuestas por Hungría con Hungría, Rumania, Checoslovaquia y Yugoslavia.
El 23 de junio, Hungría firmó un armisticio con Checoslovaquia. Para el 4 de julio, el ejército húngaro se había retirado 15 km al sur de la línea de demarcación húngaro-checoslovaca. El consejo aliado exigió que Rumania abandone Tiszántúl y respete las nuevas fronteras. Rumania dijo que solo lo haría después de que el ejército húngaro se desmovilizara. Kun dijo que continuaría dependiendo del poder de su ejército. El 11 de julio, el consejo aliado ordenó al mariscal Ferdinand Foch que preparara un ataque coordinado contra Hungría utilizando fuerzas serbias, francesas y rumanas. Hungría, a su vez, se preparó para la acción a lo largo del río Tisza.
El ejército rumano se enfrentó al ejército húngaro a lo largo de la línea del frente del río Tisza a una distancia de 250 kilómetros. El frente se extendió desde más allá de Szeged en el sur (adyacente a las tropas francesas y serbias) hasta Tokaj en el norte (adyacente a las tropas checoslovacas). El 17 de julio Hungría atacó.
En estos momentos, las fuerzas enfrentadas se encontraban de la siguiente forma:
- Hungría en julio de 1919: los comisarios políticos de Kun dirigieron al ejército húngaro, apoyado por oficiales militares experimentados. Los comandantes de pequeñas unidades eran soldados experimentados. El ejército húngaro reunió 100 batallones de infantería (50 000 hombres), diez escuadrones de caballería (1365 hombres), 69 baterías de artillería de calibres de hasta 305 mm y nueve trenes blindados. Las tropas se organizaron en tres grupos: norte, centro y sur. El grupo central fue el más fuerte.

Hungría planeaba cruzar el río Tisza con los tres grupos. El grupo del norte avanzaría hacia Szatmárnémeti (Satu Mare), el grupo central a Nagyvárad (Oradea) y el grupo del sur a Arad. El objetivo era encender un levantamiento comunista en Rumania e incitar a la Rusia soviética bolchevique a atacar Besarabia.
- Rumania en julio de 1919: el ejército rumano estaba compuesto por 92 batallones (48 000 hombres), 58 escuadrones de caballería (12 000 hombres), 80 baterías de artillería de calibres de hasta 155 mm, dos trenes blindados y algunas unidades de apoyo. Fueron colocados a lo largo de tres líneas. La primera línea estuvo a cargo de la 16.ª División en el norte y la 18.ª División en el sur. Las unidades más poderosas tripularon la segunda línea: la 2.ª División Vânători en el norte, concentrada en Nyíregyháza y sus alrededores, y la 1.ª División Vânători en el sur, concentrada en y alrededor de Békéscsaba (en rumano: Bichișciaba). La tercera línea fue tripulada por las unidades más fuertes de Rumania: la 1.ª y 6.ª divisiones de infantería, la 1.ª y 2.ª divisiones de caballería y las unidades de apoyo. La tercera línea descansaba en el ferrocarril desde Nagykároly (Carei), a través de Nagyvárad (Oradea) y al norte de Arad. Las 20 y 21 divisiones de infantería se encargaron de mantener el orden público detrás de la tercera línea.

La primera línea era delgada, ya que se suponía que debía luchar contra los retrasos hasta que se revelaran las verdaderas intenciones del ejército húngaro atacante. Después de eso, junto con las tropas en la segunda línea, la primera línea debía mantenerse hasta que las tropas en la tercera línea pudieran montar un contraataque. El comando rumano planeaba usar los ferrocarriles bajo su control para mover tropas. El soldado rumano solía ser un veterano de la Primera Guerra Mundial.

#### Ofensiva húngara
Escenario norte

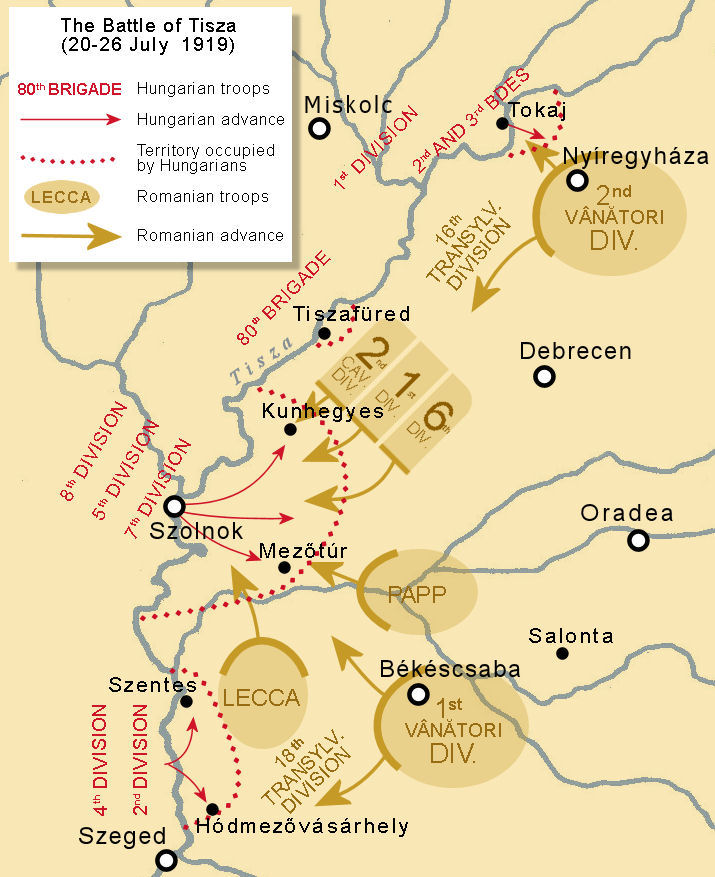
Operaciones de los ejércitos húngaro y rumano durante la batalla del río Tisza en julio de 1919.

Del 17 al 20 de julio, el ejército húngaro bombardeó las posiciones rumanas y realizó operaciones de reconocimiento. El 20 de julio, alrededor de las 3:00 a. m., después de un feroz bombardeo, la infantería húngara, incluidos los tres grupos, cruzó el río Tisza y atacó las posiciones rumanas.
El 20 de julio, en la arena del norte, el ejército húngaro tomó Rakamaz y algunos pueblos cercanos. Las tropas de las divisiones 16 y 2 Vânători rumanas recuperaron las aldeas en breve y recuperaron Rakamaz al día siguiente. Los húngaros renovaron sus esfuerzos y, apoyados por el fuego de artillería, retomaron Rakamaz y dos aldeas cercanas, pero no pudieron salir de la cabeza de puente de Rakamaz. Las fuerzas húngaras intentaron flanquear las posiciones rumanas cruzando el río Tisza en Tiszafüred (en rumano: Orveni) con tropas de la 80.ª Brigada Internacional. Allí fueron detenidos por las tropas de la 16.ª División rumana.
El 24 de julio, la 20.ª División de Infantería rumana, traída como refuerzos, despejó la cabeza de puente en Tiszafüred. Al no poder salir de Rakamaz, las fuerzas húngaras fortalecieron sus posiciones y redistribuyeron algunas tropas. Hubo una pausa en la lucha en el norte, ya que las tropas rumanas hicieron lo mismo. El 26 de julio, los rumanos atacaron, y antes de las 10:00 p. m., despejaron la cabeza de puente de Rakamaz. Esto dejó al ejército rumano en control de la parte norte de la orilla oriental de Tisza.
Escenario sur
En la zona sur, durante una batalla de dos días, la 2.ª División húngara tomó Szentes (en rumano: Sântamăria) de los regimientos 89 y 90 de la 18.ª División Rumana. El 21 y 22 de julio, Hódmezővásárhely cambió de manos varias veces entre las tropas húngaras y rumanas del 90.º Regimiento de Infantería apoyadas por la 1.ª Brigada Vânători. El 23 de julio las fuerzas rumanas volvieron a ocupar Hódmezővásárhely, Szentes y Mindszent. Los rumanos controlaban la orilla oriental del río Tisza en este sector, lo que permitió que la 1.ª Brigada Vânători se trasladara al centro.
El 20 de julio, las fuerzas húngaras establecieron una sólida cabeza de puente en la orilla este de Tisza en Szolnok, con la oposición del 91.º Regimiento rumano de la 18.ª División de Infantería. El ejército húngaro movió las divisiones 6.ª y 7.ª a través del río Tisza, se formó dentro de la cabeza de puente y luego atacó a los rumanos en la primera línea de defensa. La sexta división de infantería húngara tomó Törökszentmiklós (en rumano: Sânmiclăuș Turcesc); la 7.ª División avanzó hacia Mezőtúr y la 5.ª División avanzó hacia Túrkeve (en rumano: Turchevia).
El 22 de julio, las fuerzas húngaras cruzaron el río Tisza en un punto a 20 kilómetros al norte de Szolnok y tomaron Kunhegyes del 18.º Regimiento rumano de Vânători. La 18.ª División rumana se reforzó con unidades de la segunda línea, incluidas algunas tropas de la 1.ª División de Caballería y toda la 2.ª Brigada Vânători. El 23 de julio las fuerzas húngaras tomaron Túrkeve y Mezőtúr. El ejército húngaro controlaba un área de 80 kilómetros de longitud a lo largo de la orilla del río Tisza y 60 kilómetros de profundidad al este del río Tisza en Szolnok.
El ejército rumano realizó maniobras al norte de este territorio húngaro. El general Davidoglu, al mando de la 2.ª División de Caballería, se formó más cerca del río. El general Obogeanu, al mando de la 1.ª División de Infantería, se formó en el centro, y el general Olteanu, al mando de la 6.ª División de Infantería, se formó más al este.

#### Contraataque rumano
El 24 de julio atacó el grupo de maniobras del norte del ejército rumano. Elementos de la 2.ª División de Caballería, apoyados por tropas de la 18.ª División de Infantería, tomaron Kunhegyes. La 1.ª División de Infantería rumana atacó a la 6.ª División de Infantería de Hungría y tomó Fegyvernek. La 6.ª División de Rumania tuvo menos éxito, ya que fue atacada en el flanco izquierdo por las formaciones de reserva húngaras. En total, el ataque hizo retroceder al ejército húngaro 20 kilómetros. Las fuerzas rumanas fueron apoyadas por la 2.ª División Vânători y algunas unidades de caballería cuando estuvieron disponibles.
El 25 de julio continuaron los combates. Las fuerzas húngaras contraatacaron en Fegyvernek, comprometiendo a la 1.ª División de Infantería rumana. Al romperse sus líneas, las tropas húngaras comenzaron a retirarse hacia el puente del río Tisza en Szolnok. El 26 de julio las fuerzas húngaras destruyeron el puente. Al final de ese día, la orilla este del río Tisza estaba nuevamente bajo control rumano.

#### Fuerzas rumanas cruzan el río Tisza
Después de repeler el ataque húngaro, el ejército rumano se preparó para cruzar el río Tisza. La 7.ª División de Infantería regresó de Besarabia. La 2.ª División de Infantería y algunas unidades de infantería y artillería más pequeñas también regresaron. El ejército rumano reunió 119 batallones (84 000 hombres), 99 baterías de artillería con 392 cañones y 60 escuadrones de caballería (12 000 hombres). Las fuerzas húngaras continuaron un bombardeo de artillería. Del 27 al 29 de julio, el ejército rumano probó la fuerza de la defensa húngara con pequeños ataques. Se hizo un plan para cruzar el río Tisza cerca de Fegyvernek, donde da la vuelta.
En la noche del 29 al 30 de julio, el ejército rumano cruzó el río Tisza. Las operaciones de señuelo se montaron en otros puntos a lo largo del río, trayendo intensos duelos de artillería. Las fuerzas rumanas sostuvieron el elemento sorpresa. El 31 de julio el ejército húngaro se retiró hacia Budapest.

#### Ocupación de Budapest

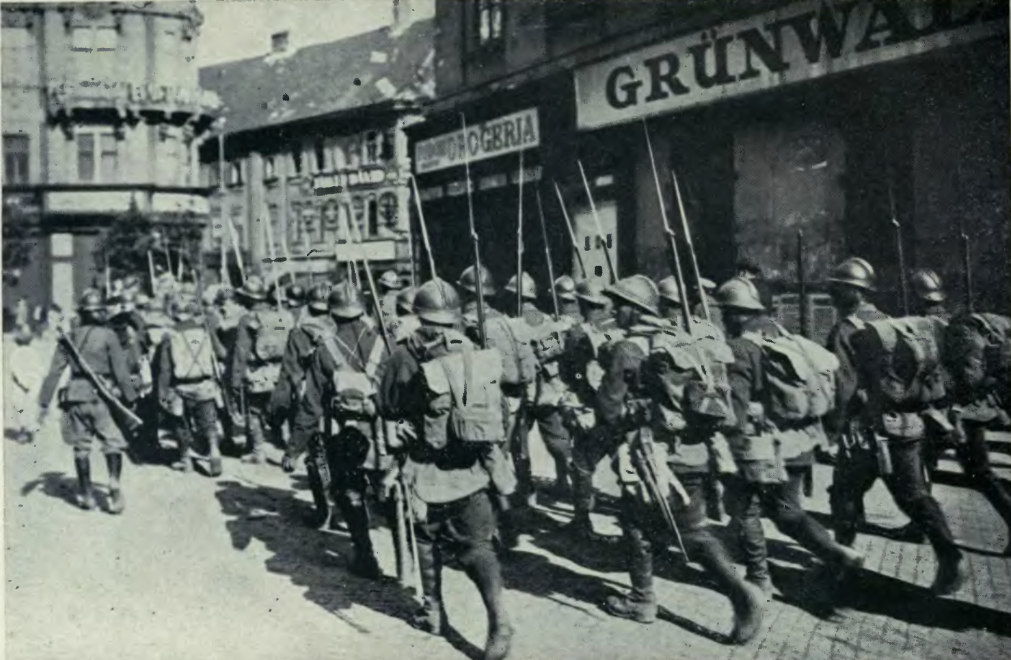
Tropas rumanas entrando a Budapest.

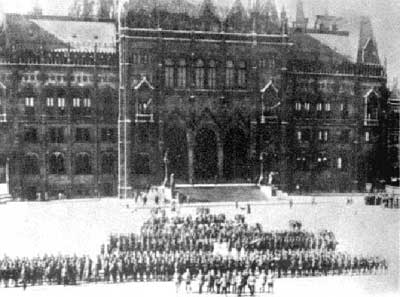
Ejército rumano frente al Parlamento húngaro, Budapest, 1919.

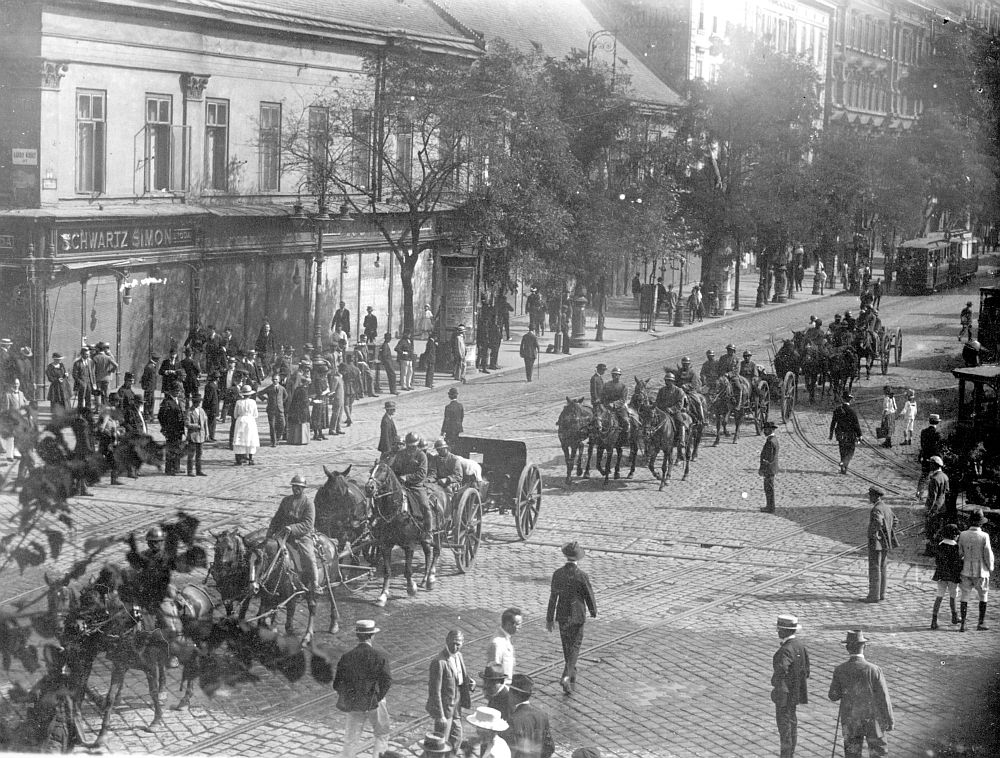
Ejército rumano en Budapest, 1919.

Las fuerzas rumanas continuaron su avance hacia Budapest. El 3 de agosto, bajo el mando del general Rusescu, tres escuadrones del 6.º Regimiento de Caballería de la 4.ª Brigada entraron en Budapest. Hasta el mediodía del 4 de agosto, 400 soldados rumanos con dos cañones de artillería sostuvieron Budapest. Luego, el grueso de las tropas rumanas llegó a la ciudad y se realizó un desfile en el centro de la ciudad frente al comandante, el general Moşoiu. Las fuerzas rumanas continuaron su avance hacia Hungría y se detuvieron en Győr.
La incursión de Rumania en Hungría causó la lucha más dura de la guerra. Las bajas del ejército rumano fueron 123 oficiales y 6 434 soldados, 39 oficiales y 1730 soldados muertos, 81 oficiales y 3125 soldados heridos, y tres oficiales y 1579 soldados desaparecidos en acción.
Hasta el 8 de agosto, los rumanos habían capturado a 1235 oficiales húngaros y 40 000 soldados, habían incautado 350 armas, incluidas dos con un calibre de 305 mm: 332 ametralladoras, 52 000 rifles y 87 aviones.

## Consecuencias
El 2 de agosto, Béla Kun huyó de Hungría hacia la frontera con Austria y finalmente llegó a la Unión Soviética. Un gobierno socialista bajo el liderazgo de Gyula Peidl se instaló en Budapest con la asistencia del Consejo Aliado, pero su mandato fue breve.
La contrarrevolucionaria Asociación Fraterna de la Casa Blanca intentó instalar al archiduque José Augusto de Austria como jefe de Estado de Hungría e István Friedrich como primer ministro. Sin embargo, el consejo aliado no aceptaría a un Habsburgo como jefe de Estado en Hungría, y se necesitaba un nuevo gobierno.

### Ocupación rumana de Hungría
Rumania ocupó toda Hungría con la excepción de un área alrededor del lago Balaton. Allí, el almirante Miklós Horthy formó una milicia con armas de Rumania.: p. 612  Horthy se estaba preparando para ser el nuevo líder de Hungría al final de la ocupación rumana. Sus partidarios incluyeron algunos nacionalistas de extrema derecha. Los partidarios de Horthy también incluían a miembros de la Guardia Blanca, que habían perseguido a bolcheviques y judíos húngaros, a quienes consideraban un grupo comunista debido a su participación desproporcionada en el gobierno de Kun.: p. 616 : p. 80–86 and 120.  Los nacionalistas de Horthy y las tropas rumanas tomaron medidas para proteger al pueblo judío de Hungría. La fuerza de ocupación rumana también tomó acciones punitivas contra cualquier elemento revolucionario en áreas bajo su control.
Inicialmente, las tropas rumanas proporcionaron servicios policiales y administrativos en la Hungría ocupada. Más tarde, bajo la presión del consejo aliado, estos roles fueron devueltos a los húngaros.: p. 52  Sin embargo, en Budapest, solo se proporcionaron 600 carabinas para armar a 3700 policías.

### Reparaciones de Rumania
El consejo aliado estaba descontento con la conducta de Rumania durante gran parte de la guerra húngara-rumana. Rumania no siguió las instrucciones del consejo aliado, por ejemplo, moviéndose al oeste del río Tisza y exigiendo grandes reparaciones.: p. xxii and xxviii 

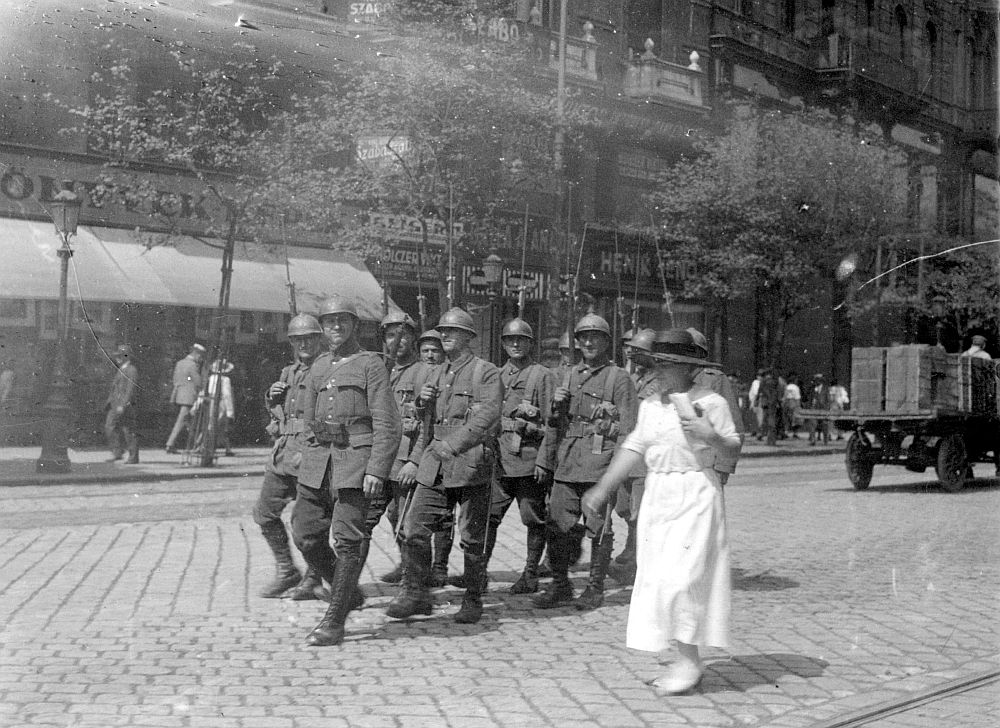
Infantería rumana patrullando Budapest.

El consejo aliado decidió que Hungría debía pagar reparaciones de guerra en común con las potencias centrales. El consejo presionó a Rumania para que aceptara la supervisión de una Misión Militar Interaliada para supervisar el desarme del ejército húngaro y para ver cómo se retiraban las tropas rumanas.: p. xxviii : p. 614  El comité de la Misión Militar Interaliada incluyó al general Harry Hill Bandholtz (Estados Unidos), quien escribió un diario detallado de los acontecimientos; Reginald Gorton (Reino Unido), Jean César Graziani (Francia) y Ernesto Mombelli (Italia).: p. 32  El teniente coronel Guido Romanelli (Italia), secretario de Mombelli y exrepresentante militar del Consejo Supremo en Budapest, fue acusado de parcialidad contra Rumania y fue reemplazado.: p. 616  La relación entre la Misión Militar Interaliada y Rumania fue de discordia.: p. 45 
El consejo aliado pidió a Rumania que no hiciera su propia solicitud para reparaciones y que devolviera cualquier activo militar capturado.: p. 615  La Misión Militar Interaliada solicitó a Rumania que devolviera a Hungría el territorio en gran parte húngaro entre el río Tisza y la primera línea de demarcación. Rumania, bajo el liderazgo del primer ministro Ion Brătianu, desoyó los pedidos de la Misión Militar Interaliada. El 15 de noviembre, el consejo aliado negó las indemnizaciones de Rumania a Alemania.: p. 635 
El resultado de las negociaciones fue que Bratianu renunció a la presidencia del Gobierno; Rumania recibió el 1% del total de indemnizaciones de Alemania y cantidades menores de Bulgaria y Turquía; firmó un tratado de paz con Austria, obtuvo pagos indemnizatorios de Hungría y se determinó la frontera de Rumanía con Hungría.: p. 646  Hungría vio las condiciones rumanas de armisticio como duras. Consideró saqueo: p. 614  la requisición de cuotas de bienes y también fue obligada a pagar el mantenimiento de las tropas de ocupación.
Rumania intentó evitar que Hungría volviera a armarse y tomó represalias por el saqueo de su territorio por parte de las Potencias Centrales durante la Primera Guerra Mundial. Como el consejo aliado le había denegado la compensación por sus gastos bélicos, la tomó por sí misma.
Según los términos del Tratado de Saint-Germain-en-Laye (1919) con Austria y el Tratado de Trianón con Hungría, Rumania tuvo que pagar una "tasa de liberación" de 230 millones de francos de oro a cada una. También tuvo que asumir una parte de la deuda pública de Austria-Hungría, correspondiente al tamaño de los antiguos territorios imperiales que se había anexionado.: p. 646 
A principios de 1920 las tropas rumanas partieron de Hungría. Llevaron consigo recursos como alimentos, minerales, transporte y equipos de fábrica y también descubrieron campanas históricas de iglesias rumanas en Budapest tomadas por los húngaros del Ejército austrohúngaro, que no se habían fundido. Hungría cedió todos los materiales de guerra, excepto las armas necesarias para armar a las tropas bajo el mando de Horthy. Entregó a Rumania toda su industria de armamento, así como el 50 % del material rodante ferroviario (800 locomotoras y 19 000 vagones), el 30% de todo el ganado, el 30% de todas las herramientas agrícolas y 35 000 vagones de cereales y forrajes. El consejo aliado confiscó cualquier mercancía tomada por Rumania después del Tratado de Bucarest (1918).
Existe controversia sobre si las acciones de Rumania equivalieron a un saqueo en términos del volumen y la naturaleza indiscriminada de los bienes retirados de Hungría. Incluso los vehículos de motor privados podían ser requisados.: p. 131  Aunque las entidades públicas en la Hungría ocupada fueron las más afectadas por las cuotas de reparación impuestas por los rumanos, cuando estas no eran suficientes, las autoridades de la ocupación rumanas exigieron aportaciones de entidades privadas, incluidos el ganado, los caballos y el grano de las granjas.: p. 128 : p. 612, and 615–616 